# キャピトニム
キャピトニム（英語: capitonym）は、語頭が大文字と小文字とでは意味（と場合によっては発音）が変わる単語のことである。語頭が大文字の方が固有名詞やエポニムであるがためにキャピトニムになることが多い。キャピトニムという単語は、「大文字の」を意味する capital と、「～名」を意味する -onym のかばん語である。キャピトニムは同綴異義語の特別な場合であり、大文字と小文字とで発音が異なる場合は同形異音語でもある。文頭など、語頭を大文字で表さなければいけない状況では、コンテクストを把握しないとどちらの意味で使われているのか知ることができない。 
march/March などの一部のキャピトニムは、語源の上からも完全に無関係であるが、august や catholic などの単語のように、大文字の語が語源の上で小文字の語と関連があることは少なくない。例えば、大文字から始まる August という単語は、ローマ帝国の初代皇帝アウグストゥスに由来するが、アウグストゥス自身は augustus というラテン語の単語から名付けられ、この単語が英語として持ち込まれるときに august になっている。同様に、Catholic と catholic は、どちらも「普遍的」を意味するギリシャ語に由来する。 
小文字と大文字を使い分けることで、ある特別なものを指し示すようにする用法もある。たとえば、小文字の moon は任意の惑星に対する自然衛星を示し、大文字の Moon は地球に対する自然衛星、つまり月を表す。

## 英語におけるキャピトニム

### 哲学的、宗教的、政治的用語
キャピトニムが多くみられる領域は、哲学・宗教・政治である。大文字の単語は、哲学的概念と日常生活における概念を区別したり、ある対象に対して敬意を示すためによく使用される。 
一般的な用法として、アブラハムの神への言及で語頭を大文字にした人称代名詞 (He, Him, His, etc.)などがある。 
宗教的な文脈で使用される場合、プラトニズムの意味での超越的なアイデアの言葉はしばしば大文字で表記される。例として、"Good", "Beauty", "Truth", "the One" が挙げられる。 
キリスト教、ユダヤ教、イスラム教などの一神教における神を指す場合、"god" という単語は "God" と大文字で表記される。似たような例として、建物としての教会 (church) と、キリスト者の集まりとしての教会 (Church)、質量としての mass と典礼的な Mass（ミサ）がある。 
政党名は政治哲学にちなんで命名されることが多く、～主義者を意味する小文字の単語の語頭を大文字にすると、～政党支持者・～党員を意味するようになる。例えば、liberal は自由主義者を意味し、Liberal は自由党員という意味になる。自由主義者ではあるが、自由党支持者ではないことを明確にするために small-l liberal（小文字のエルのリベラル）という表現も存在する。同様のことが他の主義とその主義を取り入れた政党の名前についてもいえる。 

### 英語のキャピトニムの一覧
次の一覧には、「辞書の単語」のみが含まれている。人名 (Mark/mark)、地名 (China/china, Turkey/turkey)、会社名 (Fiat/fiat)、出版物名 (Time/time) などは、表が長大になりすぎるため、すべて排除されている。一方の意味が他方の意味の派生に過ぎない場合、例えば Moon（地球の自然衛星、月）に対する moon（任意の惑星の自然衛星）などのキャピトニムも省いている。 
| 大文字の単語                                                                       | 小文字の単語                                                                                   | 備考                                           |
| ---------------------------------------------------------------------------------- | ---------------------------------------------------------------------------------------------- | ---------------------------------------------- |
| Arabic: アラビア語またはアラビア語文学の、アラビア語またはアラビア語文学に関連した | arabic: アラビアガム（チューインガムなどの原料）                                               |                                                |
| Ares ([ˈɛəriːz]): アレース（ギリシャ神話の戦いの神）                               | ares ([ˈɑːrz] または [ˈɛərz]): 面積の単位アールの複数形                                        | 発音が異なる                                   |
| August ([ˈɔːɡəst]):8月                                                             | august ([ɔːˈɡʌst]): 堂々とした、尊い                                                           | 発音が異なる                                   |
| Bohemian: ボヘミアに関連した                                                       | bohemian: 社会的に型破りの                                                                     |                                                |
| Cancer: かに座、巨蟹宮、イチョウガニ属（カニの種類）                               | cancer: 癌                                                                                     |                                                |
| Catholic: カトリック教会の                                                         | catholic: 普遍的な、広く受け入れるさま                                                         |                                                |
| Cuban: キューバ（人）の、キューバ人                                                | cuban: 立方体に関連する（稀な用法）                                                            |                                                |
| Divine: 神に関連する                                                               | divine: ダウジングする                                                                         | 小文字の単語でも、大文字の単語の意味を持ちうる |
| Gallic: フランスまたは古代国家のガリアに関連した                                   | gallic: 虫こぶまたは没食子酸に関連した                                                         |                                                |
| Hamlet: 『ハムレット』（ウィリアム・シェイクスピアの戯曲、同作の主人公）           | hamlet: ハムレット（小さな集落、日本語でいうところの大字・小字・町丁に相当する）               |                                                |
| Ionic: イオニアまたはイオニア式に関連した                                          | ionic: イオンに関連した                                                                        |                                                |
| Lent: 四旬節（灰の水曜日から復活祭の前日までの期間）                               | lent: "lend"（借りる）の過去形・過去分詞                                                       |                                                |
| Mandarin: 官話（中国北部、特に北京周辺で話される中国語の方言）                     | mandarin: マンダリン（エリートや権力を持つグループや階級）、マンダリンオレンジ（柑橘類の一種） |                                                |
| March: 3月                                                                         | march: 行進、行進する                                                                          |                                                |
| May: 5月                                                                           | may: 「～してもよい」を意味する助動詞                                                          |                                                |
| Mercury: メルクリウス（ギリシャ神話の旅人の神）、水星                              | mercury: 水銀                                                                                  |                                                |
| Mosaic: モーセに関連した                                                           | mosaic: モザイク（装飾技法）                                                                   |                                                |
| Muse: ムーサ（文芸を司るギリシャ神話の女神）                                       | muse: 詩の才能、熟考する                                                                       |                                                |
| Pole: ポーランド人                                                                 | pole: 細長い棒                                                                                 |                                                |
| Polish ([ˈpoʊlɪʃ]): ポーランド（人）の                                             | polish ([ˈpɒlɪʃ]): 擦って表面を磨く                                                            | 発音が異なる                                   |
| Scot: スコットランド人、スコット族（スコットランドの原住民）                       | scot: 支払い、料金、税金                                                                       |                                                |
| Scotch: スコットランド（人）の、スコッチ・ウイスキー                               | scotch: （特に噂について）終止符を打つ                                                         |                                                |
| Welsh:ウェールズの、ウェールズに関連した                                           | welsh: 契約を反故にする                                                                        |                                                |

## 他の言語
言語における語頭の大文字化規則によって、キャピトニムのペアの数は変動する。たとえば、一般名詞の語頭を大文字にする規則のあるドイツ語では、Laut（音）と laut（うるさい）や Morgen（朝）と morgen（明日）に代表されるように、数多くのキャピトニムが存在する。他方、イタリア語やスペイン語は、固有名詞を除くほとんどの単語を小文字で表記するため、キャピトニムのペアは少ない。スペイン語におけるキャピトニムのペアの例として、Lima（リマ、ペルーの都市）と lima（やすり、またはライム）が、ポルトガル語の場合は、Peru（ペルー、国の名前）と peru（七面鳥）がある。 
また、中国語や日本語、アラビア語、朝鮮語のように大文字・小文字の区別がない単語には、そもそもキャピトニムの概念が存在しない。 